# Winema (cràter)
Winema és un cràter d'impacte en el planeta Venus de 21,7 km de diàmetre. Porta el nom de Toby «Winema» Riddle (c. 1848-1932) heroïna i pacificadora modoc, i el seu nom va ser aprovat per la Unió Astronòmica Internacional el 1994.